# Belize Defence Force Football Club
Ne doit pas être confondu avec Barbados Defence Force (Barbade)
Maillots
Le Belize Defence Force Football Club, plus communément appelée le Belize Defence Force, est un club de football belizien basé dans la ville de Dangriga à Belize. C'est le principal club de l'armée du Belize.

## Palmarès
- Championnat du Belize (3) :
  - Champion : 2009 (A), 2010 (C) et 2010 (A).
  - Vice-champion : 2008, 2018 (C).